# オーフス条約
オーフス条約（オーフスじょうやく、英: The Aarhus Convention）は、「環境に関する、情報へのアクセス、意思決定における市民参加、司法へのアクセスに関する条約」（英: Convention on Access toInformation, Public Participation in Decision-making and Access to Justice in Environmental Matters）の通称。
国連欧州経済委員会（UNECE）で協議、作成された国際的な環境に関する条約。環境と開発に関する国際連合会議（リオ宣言）第10原則（市民参加条項）に基づく。
1998年6月25日にデンマークのオーフスで開催されたUNECE第4回環境閣僚会議において採択されたことから、通称の「オーフス条約」と呼ばれている。
環境に関する情報へのアクセス、環境に関する政策決定過程への参加、環境に関する司法へのアクセスの3分野において、各国内の法制化・制度化を促し、これらの権利を保障することにより、環境分野における市民の権利の確立、市民参加を促すことを目的としている。
- 2001年10月30日に発効。
- 2003年5月 同条約第5条9項に従い、PRTR議定書が採択。

## 加盟国（2006年11月現在）

### 批准国
アルバニア｜アルメニア｜オーストリア｜アゼルバイジャン｜ベラルーシ｜ベルギー｜ブルガリア｜キプロス｜チェコ共和国｜デンマーク｜エストニア｜EU｜フィンランド｜フランス｜グルジア｜ギリシャ｜ハンガリー｜イタリア｜カザフスタン｜キルギスタン｜ラトビア｜リトアニア｜ルクセンブルク｜マルタ｜オランダ｜ノルウェー｜ポーランド｜ポルトガル｜モルドバ共和国｜ルーマニア｜スロバキア｜スロベニア｜スペイン｜スウェーデン｜タジキスタン｜マケドニア共和国｜トルクメニスタン｜ウクライナ｜イギリス｜

### 署名国
クロアチア｜ドイツ｜アイスランド｜アイルランド｜リヒテンシュタイン｜モナコ｜スイス